# Jef Moerenhout
Joseph Jef Moerenhout (Lede, 10 marzo 1910 – Tielt, 27 marzo 1966) è stato un ciclista su strada belga, professionista dal 1931 al 1946, vinse il Kampioenschap van Vlaanderen 1934 e il Giro del Belgio 1935.
Ciclista abile sia nelle Classiche delle Ardenne che in quelle del pavé ottenne piazzamenti importanti nelle principali corse in linea del Nord Europa.

## Palmares
- 1934(Dilecta, tre vittorie)

Kampioenschap van Vlaanderen
2ª tappa Giro del Belgio (Liegi > Lussemburgo)
4ª tappa Circuit de l'Ouest (Angers > Saint-Nazaire)
- 1935 (Dilecta, tre vittorie)

3ª tappa Giro del Belgio (Lussemburgo > Namur)
6ª tappa Giro del Belgio (Anversa > Bruxelles)
Classifica generale Giro del Belgio
- 1936 (Dilecta, una vittoria)

1ª tappa Derby du Nord (Boulogne > Lilla
- 1938 (Helyett, una vittoria)

Omloop van de Westkust-De Panne
- 1941 (pro B, una vittoria)

Campionati belgi prof-B, in linea
- 1943 (Dilecta, una vittoria)

Grote Prijs Westkredit - Omloop der Vlaamse Bergen
- 1944 (Dilecta, sei vittorie)

Grote Prijs Westkredit - Omloop der Vlaamse Bergen
Omloop van de Vlaamse Ardennen
Ronde van Wallonie
1ª tappa Circuit de Belgique (Bruxelles > Bruxelles, cronometro)
4ª tappa Circuit de Belgique (Bruxelles > Bruxelles)
Classifica generale Circuit de Belgique
- 1945 (Cyclet Louvet/Dilecta, due vittorie)

Bruxelle-Bruges
Grand Prix de la Famenne
- 1946 (Dilecta/Rochete, una vittoria)

Strijpen

## Altri successi
- 1932 (Individuale, una vittoria)

Mere (kermesse)
- 1936 (Dilecta, una vittoria)

Hekelgem (criterium)
- 1936 (Dilecta, una vittoria)

Harelbeke (criteium)
- 1938 (Helyett, quattro vittorie)

Gistel (kermesse)
Heist-ann-Zee (criterium)
Sint-Lievens-Houtem (kermesse)
Sint-Amandsberg (criterium)
- 1939 (Colin/Dilecta, due vittorie)

Gistel (kermesse)
Sint-Amandsberg (criterium)
- 1941 (pro B, una vittoria)

Opstal (criterium)
- 1942 (Dilecta, una vittoria)

Lede (kermesse)
- 1943 (Dilecta, una vittoria)

Aalst (criterium)
- 1943 (Dilecta, tre vittorie)

Aalst (criterium),
Deerlijk (criterium)
Maldegem (criterium)
- 1945 (Cyclet Louvet/Dilecta, sei vittorie)

Aaigem (kermesse)
Alken (criterium)
Haalter (kermesse)
Mere (kermesse)
Middelkerke (criterium)
Stekene (kermesse)
- 1946 (Dilecta/Rochet, una vittoria)

Lede (kermesse)

## Piazzamenti

### Grandi giri
- Tour de France

1933: eliminato (8ª tappa)
1934: ritirato (7ª tappa)

### Classiche monumento
- Giro delle Fiandre

1933: 17º
1935: 4º
1936: 11º
1937: 12º
1938: 15º
1939: 8º
1940: 19º
1941: 32º
1942: 15º
1943: 7º
1944: 3º
1945: 3º
- Parigi-Roubaix

1934: 38º
1937: 23º
- Liegi-Bastogne-Liegi

1934: 3º
1945: 3º